# The Range
James Hinton (né le 12 septembre 1988), mieux connu sous le nom de scène The Range, est un producteur et DJ américain de musique électronique.

## Biographie
Élevé par sa mère, professeur de musique, dans une ferme de Pennsylvanie, James Hinton commence à jouer de la batterie vers l'âge de sept ans, puis s'intéresse à la dance et au Baltimore club lorsqu'il entre à l'université de Brown. Ses études à Brown incluent la musique électronique mais se concentrent surtout sur les mathématiques et la physique, éléments que Hinton a depuis incorporés dans sa musique. Après avoir obtenu un diplôme en physique, James travaille brièvement dans un laboratoire et comme professeur de musique à Brown avant de se consacrer à plein temps à sa carrière musicale avec la sortie de son album Nonfiction en 2013.
Après avoir passé une grande partie de sa carrière musicale post-universitaire à Providence, Rhode Island, James vit par la suite à New York,. Pour créer son album Potential (sorti le 25 mars 2016), il passe plus de 200 heures à scanner d'obscurs clips YouTube pour y trouver des samples. La diversité et le caractère des vocalistes encore inconnus impliqués, combinés à la nécessité de les contacter pour obtenir la permission d'utiliser leur travail, poussent encore poussé James à s'intéresser à leurs histoires. Cela conduit à une collaboration avec le réalisateur Daniel Kaufman sur le film documentaire Superimpose, qui retrace ces histoires et la connexion des artistes en herbe avec James et sa musique. 

## Discographie

### Albums studio
- 2011 : The Big Dip[7]
- 2013 : Nonfiction
- 2016 : Potential
- 2022 : Mercury

### EP
- 2012 : disk
- 2013 : Seneca
- 2014 : Panasonic
- 2015 : Breaking (avec Niia)
- 2016 : Strings EP (vinyle 4 morceaux bonus inclus dans le LP deluxe Potential)[8]
- 2016 : Superimpose (Music from the Documentary) (EP)
- 2019 : Providence